# Кудрявцев Олексій Валентинович
Кудрявцев Олексій Валентинович (28 жовтня 1972) — російський плавець.
Олімпійський чемпіон 1992 року.